# Ctenophorus adelaidensis
Ctenophorus adelaidensis — вид ігуаноподібних ящірок родини агамових (Agamidae). Ендемік Австралії

## Поширення й екологія
Ctenophorus adelaidensis мешкають на південно-західному узбережжі Західної Австралії, від Калбаррі в гирлі Мерчисона до Перта в гирлі річки Свон. Вони живуть у пустищах і невисоких рідколіссях, що ростуть на світлих піщаних ґрунтах, на висоті до 300 м над рівнем моря. Ховаються в норах. Відносно повільні, порівняно з іншими представниками роду.